# Europäisches Astronautenzentrum

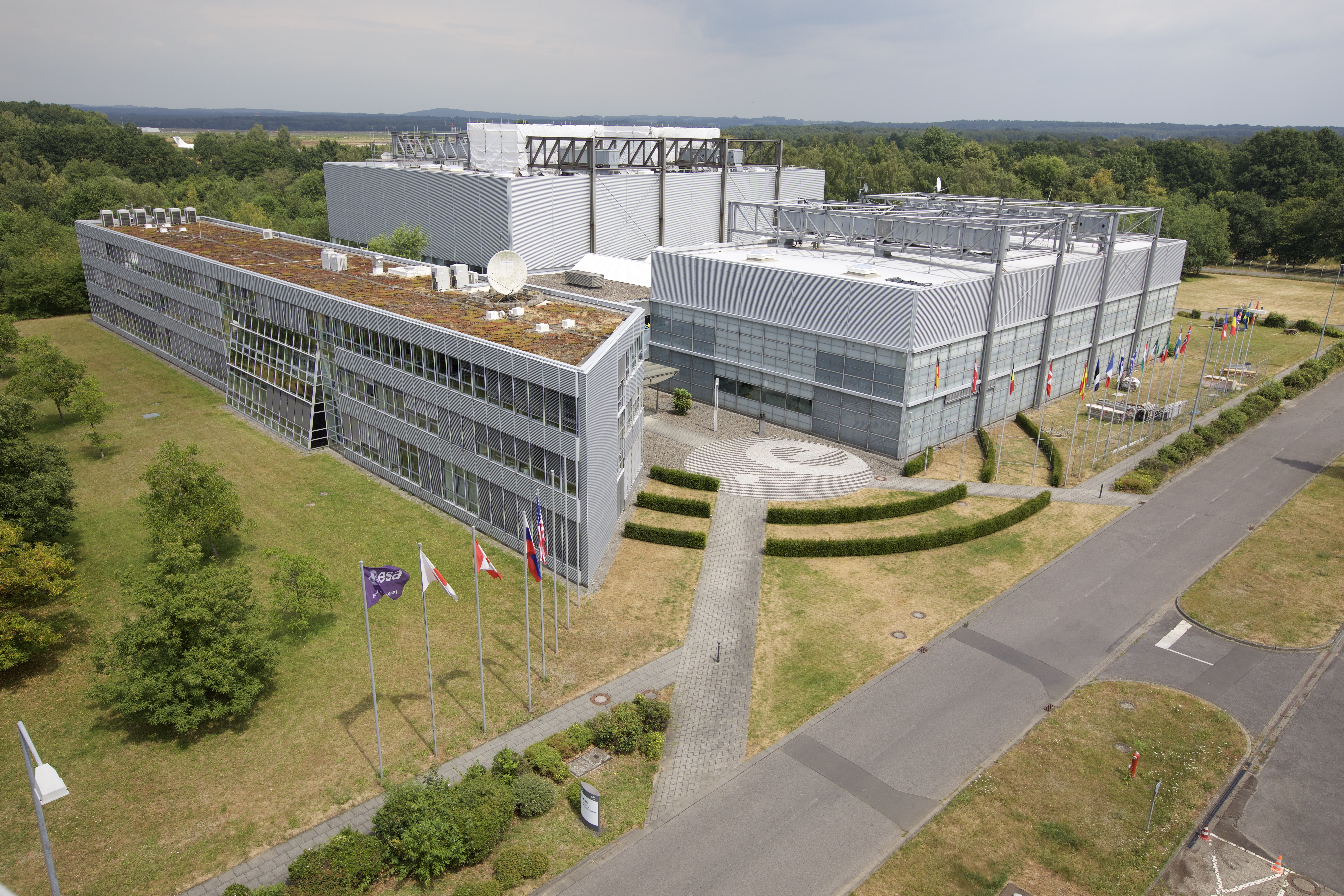
Europäisches Astronautenzentrum in Köln

Das Europäische Astronautenzentrum (englisch European Astronaut Centre, EAC) ist die zentrale Einrichtung der Europäischen Weltraumorganisation für die Ausbildung von Raumfahrern. Es befindet sich auf dem Gelände des Deutschen Zentrums für Luft- und Raumfahrt in Köln-Lind.

## Leitung
Seit dem 1. August 2012 ist der belgische Astronaut Frank De Winne Leiter des Europäischen Astronautenzentrums.

## Aufgaben
Im EAC trainiert unter anderem das Europäische Astronautenkorps für Weltraumeinsätze, hauptsächlich auf der Internationalen Raumstation.
Im Jahr 1990 beschloss der ESA-Ministerrat, dass die EU ein eigenes Astronautenkorps und eine eigene bemannte Raumfahrt benötigt. Allerdings wird, nach bisherigen Überlegungen, Europa (bzw. die ESA) kein eigenes bemanntes Startsystem entwickeln, sondern nur gemeinsam mit den russischen Sojus-Raumschiffen oder zukünftigen US-amerikanischen Programmen für den bemannten Raumflug zu starten.
Im Rahmen des Programms der ISS trainieren am EAC nicht nur europäische Astronauten, sondern auch russische, amerikanische, kanadische und japanische. Der Vertrag zum Betrieb der Station sieht vor, dass die am Projekt beteiligten Raumfahrer an allen Trainingseinrichtungen trainieren dürfen. 
Das wichtigste Trainingsprogramm betrifft das europäische Weltraumlabor Columbus; ehemals wurde auch die Nutzung des Raumfrachters ATV geübt.

## Anlagen
Im EAC befindet sich ein Tauchbecken, das 17 × 22 m groß ist und eine Tiefe von 10 m hat. Dort werden unter schwerelosigkeitsähnlichen Bedingungen Außeneinsätze im All geprobt. Hierfür werden Modelle großer Raumstationsmodule in das Becken gelassen.

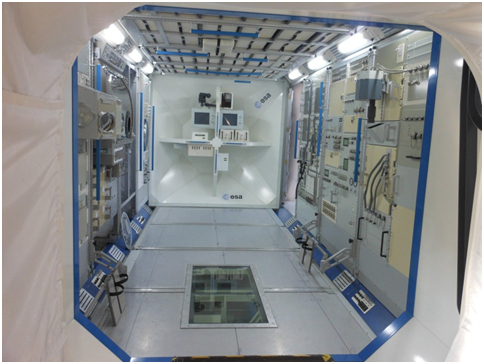
Columbus-Modul für Astronautentraining im EAC in Köln-Lind
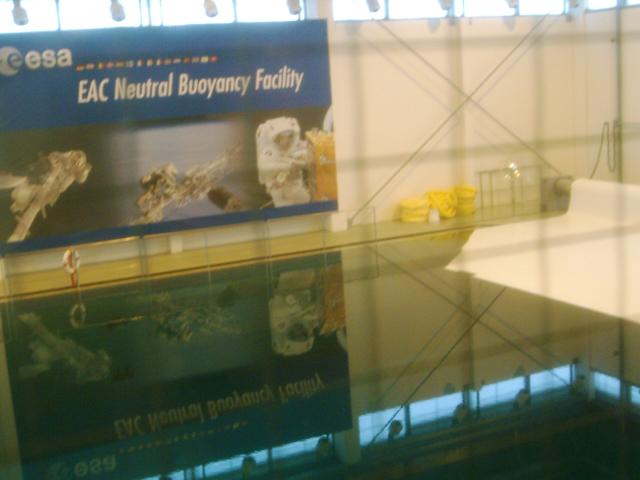
Tauchbecken für EVA-Training im EAC
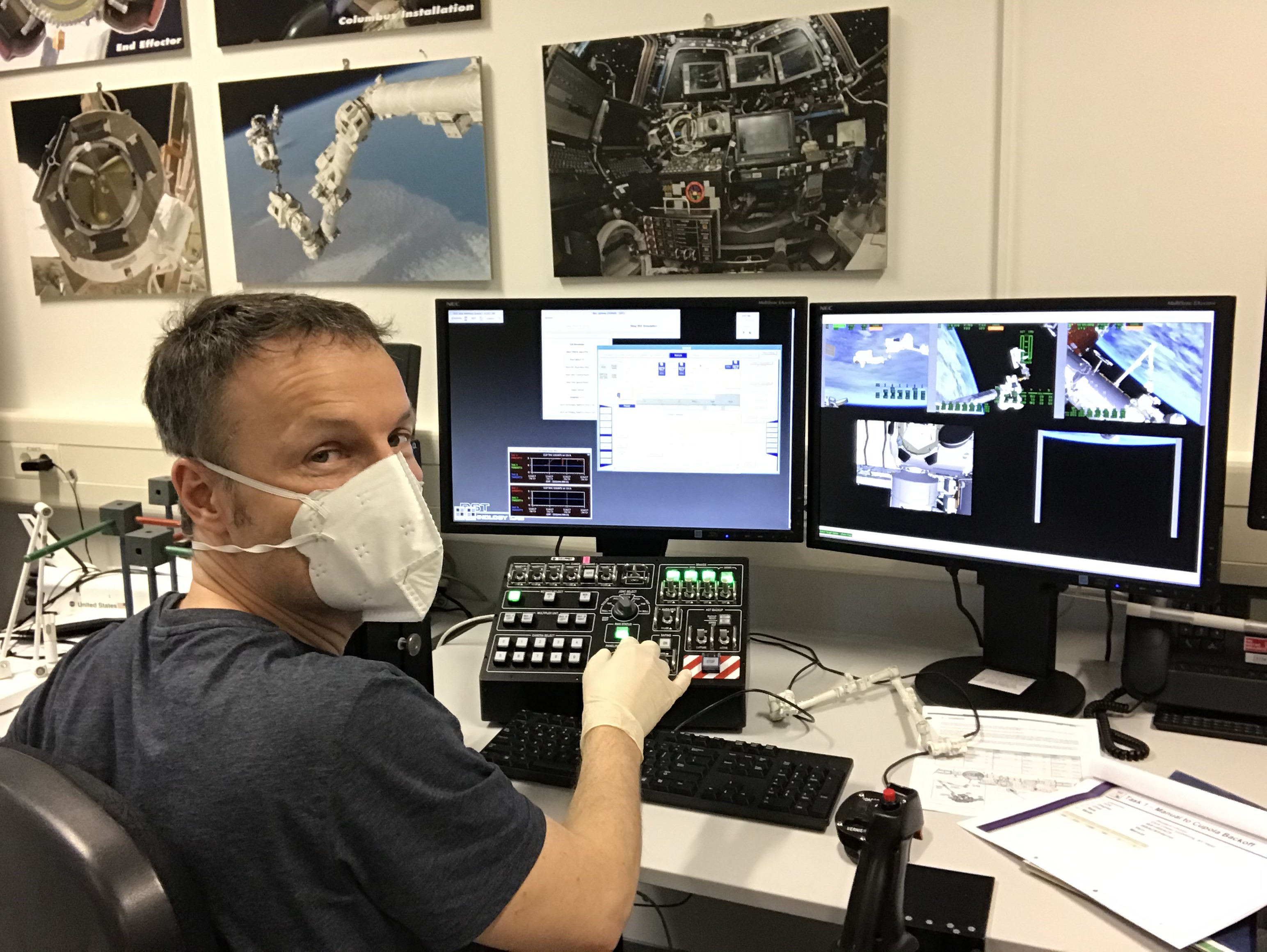
Matthias Maurer an einem Canadarm2-Simulator